# すだち (小惑星)
すだち (12435 Sudachi) は、小惑星帯の小惑星である。北海道の円舘金と渡辺和郎によって発見された。
小惑星名は徳島県の名産品であるスダチに由来する。2008年9月に阿南市で開催された「宇宙の日」ふれあいフェスティバル2008において、公募された名前候補の中から参加者の子供たちによって選出され、小惑星センターに申請された。「一般的な果物の名である」という理由で一端は却下されたが、ふれあいフェスティバルを主催したJAXAが開催地に縁の深い命名であることなどを説明し、正式に承認されて翌年4月9日の小惑星回報で公表された。